# Ratanabá

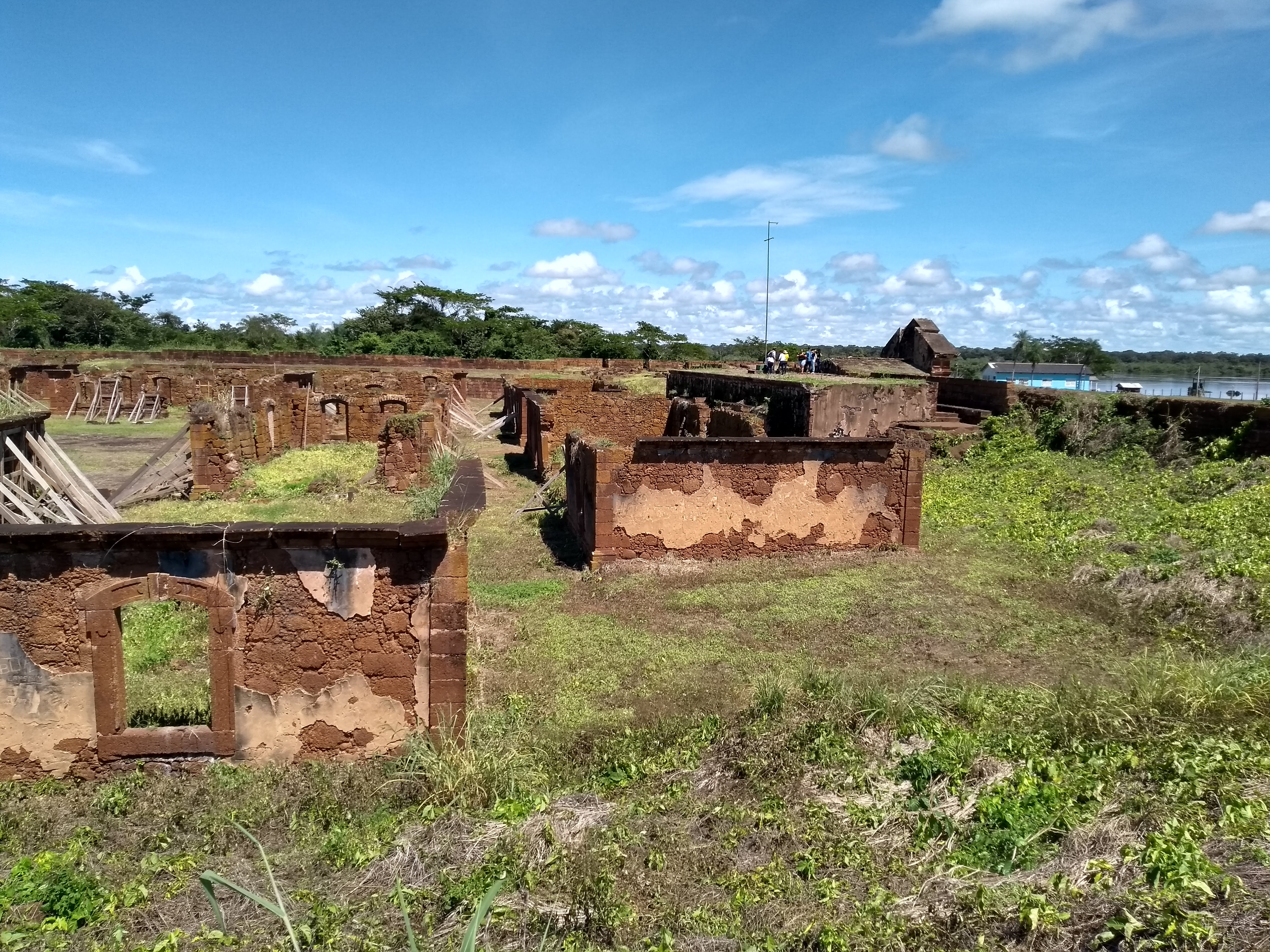
A conspiração ameaça as ruínas do Real Forte Príncipe da Beira e foi repudiada pelo IPHAN.

Ratanabá é uma teoria da conspiração sobre uma suposta cidade perdida na Amazônia brasileira que teria sido construída por seres extraterrestres. Foi iniciada pelo ufólogo Urandir Fernandes de Oliveira, que alega ter contato com extraterrestres. A história foi compartilhada por páginas de fofocas como Choquei e também divulgada pelo então Secretário da Cultura, Mário Frias, durante governo de 2019 a 2022. Desde então se tornou um boato e um meme nas redes sociais do Brasil.

## História
A conspiração foi iniciada pelo empresário brasileiro Urandir Fernandes de Oliveira, um autoproclamado paranormal que promove conspirações terraplanistas e antivacina e alega contatos com seres extraterrestres em locais sob disputa judicial. Antes da teoria conspiratória de Ratanabá, Urandir apareceu na mídia em 2000 após criar o Projeto Portal no município de Corguinho, Mato Grosso do Sul, quando ganhou seguidores ao alegar contatos com extraterrestres. Ele chegou a ser preso por falsidade ideológica e estelionato por uma venda ilegal de terrenos onde tinha planos de erguer uma cidade para receber supostos seres de outros planetas. Em 2010, Urandir apareceu em uma reportagem do programa Domingo Espetacular, da TV Record, alegando ter contato com um ser chamado "ET Bilu", assunto que se tornou um meme nas redes sociais. O suposto extraterreste também foi assunto abordado pelo programa humorístico Custe o Que Custar, da TV Bandeirantes. Um nome importante para a difusão da teoria conspiratória foi o ator Sandro Rocha.
A teoria da cidade de Ratanabá também foi abordada pela escritora Isah Pavão, autora de um livro autopublicado sobre o tema e de vídeos da conspiração na plataforma Youtube. Oliveira e Pavão afirmam que a cidade dataria de 450 milhões de anos, dentre outras alegações pseudocientíficas e implausíveis.
No dia 10 de junho de 2022, a página Choquei  — conta existente no Twitter e Instagram que costuma publicar notícias falsas, distorcidas ou sem checagem  — publicou aos seus seguidores a teoria sobre Ratanabá. O assunto foi ao topo dos mais comentados no Twitter e também ganhou um salto de buscas no Google. O boato também foi divulgado pela influenciadora Dani Russo.
Pelo fato de a Choquei ter milhões de seguidores, muitos acreditaram na teoria infundada de Ratanabá. O professor de geografia Emanuel Daflon criticou a atitude da página por propagar uma mentira.
| “                | A teoria conspiratória de Ratanabá tá em todos os lugares. Uma aluna acabou de me perguntar se era verdade. E o maior propagador da mentira é o CHOQUEI | ” |
| — Emanuel Daflon | |   |

No mesmo dia, a Choquei se retratou ao público e apagou as postagens que falavam sobre Ratanabá. A página continuou sendo motivo de memes no Twitter.
Porém, a história continuou a ser espalhada. O ator e político Mário Frias, então Secretário de Cultura do Governo Bolsonaro (2019-2022) e que conhecia Urandir desde 2020, divulgou a teoria em 14 de junho de 2022, na mesma semana em que o assassinato de Bruno Pereira e Dom Phillips estava em evidência. Mário Frias foi criticado pela promoção da conspiração e do pânico moral sobre a soberania brasileira na floresta amazônica.
Por causa das ameaças ao patrimônio histórico causadas pela circulação de notícias falsas e desinformação nas redes sociais, relacionando a conspiração ao Real Forte Príncipe da Beira, o Instituto do Patrimônio Histórico e Artístico Nacional declarou que tais teorias eram falsas e ressaltou que as informações arqueológicas sobre o Forte são públicas e facilmente acessíveis.